# Кир-Тлявли
Кир-Тлявли (баш. Ҡыр-Теләүле) — село в Шаранском районе Республики Башкортостан Российской Федерации. Входит в состав Базгиевского сельсовета. Выделилось из деревни Тлявли к началу XX века как деревня, в 1937—1953 годах была центром Кир-Тлявлинского сельсовета, примерно в 1940-х годах получила статус села. В начале XX века его население превышало 700 человек, по переписи 2021 года оно составляет 156 человек.

## География

### Географическое положение
Село находится на правом берегу реки Сюнь, напротив деревни Старые Тлявли и рядом с деревней Старый Тамьян. Расстояние до:
- районного центра (Шаран): 27 км,
- центра сельсовета (Базгиево): 7 км,
- ближайшей ж/д станции (Кандры): 27 км

### Климат
По комплексу природных условий деревня, как и весь район, относится к лесостепной зоне и характеризуется умеренно континентальным климатом с такими особенностями, как неустойчивость и резкие перемены температуры, неравномерное выпадение осадков по годам и временам года. В деревне довольно суровая и снежная зима с незначительными оттепелями, поздняя прохладная и сравнительно сухая весна, короткое жаркое лето и влажная прохладная осень.
| Показатель                                                                             | Янв.  | Фев.  | Март | Апр. | Май  | Июнь | Июль | Авг. | Сен. | Окт. | Нояб. | Дек.  |
| -------------------------------------------------------------------------------------- | ----- | ----- | ---- | ---- | ---- | ---- | ---- | ---- | ---- | ---- | ----- | ----- |
| Средний суточный максимум, °C                                                          | −8,9  | −7,5  | −0,9 | 9,2  | 17,5 | 21,8 | 24,2 | 22,5 | 15,9 | 7    | −1,1  | −7    |
| Средняя температура, °C                                                                | −11,6 | −10,7 | −4,3 | 4,7  | 12,9 | 17,6 | 20,1 | 18,4 | 12,2 | 4,4  | −3,1  | −9,3  |
| Средний суточный минимум, °C                                                           | −14,7 | −14,2 | −8,3 | −0,5 | 7    | 12,1 | 14,9 | 13,6 | 8,3  | 1,6  | −5,5  | −12,1 |
| Норма осадков, мм                                                                      | 39    | 33    | 38   | 38   | 51   | 70   | 58   | 56   | 55   | 60   | 47    | 45    |
| Источник: Климатические данные городов по всему миру. Дата обращения: 17 декабря 2024. |       |       |      |      |      |      |      |      |      |      |       |       |

## История
Исторически деревня Тлявли делилась на две части по расположению относительно реки Сюнь. Так, по описанию, данному в «Оценочно-статистических материалах», северная (новая) часть деревни находилась по ровному берегу реки Сюнь, кроме которой протекали речки Тукмак-Елга и Письмян-Саз. Надел находился в одном месте, селение — на юге надела. Поля были по пологому склону и отчасти по возвышенности, до 2,5 вёрст от селения. Почва — чернозём, а также около 100 десятин — чернозём с примесью глины. Лес был в одном участке, по возвышенности к северу от селения.
По данным подворной переписи, проведённой в уезде в 1912—13 годах, эта часть деревни Тлявли входила в состав Тлявлинского сельского общества Кичкиняшевской волости Белебеевского уезда Уфимской губернии. 25 хозяйств из 128 не имели надельной земли. Количество надельной земли составляло 1163 казённые десятины (из неё 201,77 десятин сдано в аренду 32 хозяйствами), в том числе 19 десятин усадебной земли, 1057 десятин пашни и залежи, 50 — сенокоса и 37 — неудобной земли. Также 164,40 десятин земли было арендовано единолично 58 хозяйствами (в основном у крестьян). Посевная площадь составляла 388,49 десятины, из неё 173,25 десятины занимала рожь, 96,5 — овёс, 52,87 — просо, 21,37 — полба, 19,5 — греча, 16,5 — пшеница и 8,5 — горох. Из скота имелась 152 лошади, 283 головы крупного рогатого скота, 685 овец и 242 козы, также 7 хозяйств держали 23 улья пчёл. 12 человек занимались промыслами.
По переписи 1920 года упоминается уже как отдельная деревня Кыр-Тлявли (Ново-Тлявли), хотя численность населения была показана вместе с деревней Старо-Тлявли (Тлявли). В 1923 году произошло укрупнение волостей, и деревни вошли в состав Шаранской волости Белебеевского кантона Башкирской АССР. В 1929 году 26 семей киртлявлинцев образовали колхоз «Кызыл-байрак».
В 1930 году в республике было упразднено кантонное деление, образованы районы. Деревня вошла в состав Туймазинского района, а в 1935 году — в состав вновь образованного Шаранского района. Деревня принадлежала Базгиевскому сельсовету, из которого 9 мая 1937 года выделился Кир-Тлявлинский. В 1939 году — деревня, центр Киртлявлинского сельсовета Шаранского района.
В 1952 году зафиксирована как село, центр того же сельсовета. В 1953 году Киртлявлинский сельсовет вошёл в состав Базгиевского. В 1957 году село Кир-Тлявли становится центральной усадьбой колхоза им. Калинина.
В начале 1963 года в результате реформы административно-территориального деления село было включено в состав Туймазинского сельского района, с марта 1964 года — в составе Бакалинского, с 30 декабря 1966 года — вновь в Шаранском районе.
В 1999 году село по-прежнему входило в состав колхоза им. Калинина, в 2006—2012 годах — в СПК «Агидель».
По состоянию на 2015 год в личных подсобных хозяйствах села имелось 72 головы крупного рогатого скота (в том числе 27 коров), 117 овец и коз и 380 голов птицы.

## Население
В 2015 году население села по данным регистрации составляло 215 человек в 88 семьях, из них 10 детей до 7 лет, 19 детей от 7 до 16 лет, 62 мужчины и 43 женщины трудоспособного возраста и 31 мужчина и 50 женщин старше трудоспособного возраста.
| Год  | Методика              | Жителей | Мужчин | Женщин | Дворов | Преобладающие национальности/сословия           | Источники            |
| ---- | --------------------- | ------- | ------ | ------ | ------ | ----------------------------------------------- | -------------------- |
| 1912 | подворная перепись    | 609     | 318    | 291    | 128    | припущенники из тептярей                        | [ 7 ]                |
| 1920 | перепись              | 771     | н/д    | н/д    | 150    | 766 тептярей в 149 дворах и 5 русских в 1 дворе | [ 22 ]               |
| 1925 | подготовка к переписи | н/д     | н/д    | н/д    | 118    | н/д                                             | [ 8 ]                |
| 1939 | перепись              | 666     | 323    | 343    | н/д    | н/д                                             | [ 15 ]               |
| 1959 | перепись              | 427     | 187    | 240    | н/д    | татары                                          | [ 23 ] [ 24 ]        |
| 1970 | перепись              | 536     | 250    | 286    | н/д    | татары                                          | [ 25 ] [ 26 ]        |
| 1979 | перепись              | 422     | 185    | 237    | н/д    | татары                                          | [ 27 ] [ 28 ]        |
| 1989 | перепись              | 287     | 134    | 153    | н/д    | татары                                          | [ 29 ] [ 30 ] [ 19 ] |
| 2002 | перепись              | 237     | 119    | 118    | н/д    | башкиры (53 %), татары (47 %)                   | [ 30 ] [ 31 ]        |
| 2010 | перепись              | 190     | 101    | 89     | н/д    | н/д                                             | [ 32 ]               |
| 2021 | перепись              | 156     | н/д    | н/д    | н/д    | 79 башкир, 48 татар и 29 русских                | [ 33 ]               |

### Владение языками
Согласно переписи 2021 года, родные языки жителей села почти полностью соответствовали национальному составу, однако в общении 126 человек использовали русский язык, 111 — башкирский и 109 — татарский.

## Инфраструктура
Село электрифицировано и газифицировано, имеется газовое отопление, централизованное водоснабжение и канализация отсутствуют. Имеется мечеть, до недавнего времени также работал магазин. Есть мусульманское кладбище площадью 1,33 га и заполненностью 70 %, расположенное к западу от села.
В селе единственная улица — Центральная, покрытая щебнем, протяжённость улично-дорожной сети составляет 1,025 км; подъездная дорога к селу также покрыта щебнем. Почти все дома деревянные.
Село обслуживает Шаранская центральная районная больница; фельдшерско-акушерский пункт находится в соседней деревне Старые Тлявли. Начальная школа и почтовое отделение (временно закрытое) также находятся в деревне Старые Тлявли, средняя школа — в селе Базгиево.

## Известные уроженцы
- Маганов, Ульфат Маганович (1928—2018) — советский и российский нефтяник, геофизик. Заслуженный работник нефтяной и газовой промышленности Российской Федерации.

### Комментарии
1. ↑  По данным современного подсчёта по сохранившимся подворным карточкам.